# Église Sainte-Walburge de Meldert
L'église Sainte-Walburge (Sint-Walburgakerk en néerlandais) est une église de style gothique située à Meldert, section de la commune belge d'Alost, dans la province de Flandre-Orientale.

## Localisation
L'église, entourée de son cimetière ceint d'un mur de briques et de grès, se dresse sur une hauteur, au croisement des rues principales du village, son adresse officielle étant Meldert-Dorp 2A.

## Historique
L'église est érigée en style gothique en 1180 pour le compte de l'abbaye d'Affligem.
Elle est reconstruite en 1363 par l'abbé d'Affligem, lorsque Meldert est reconnue comme paroisse indépendante,.
Aux XVe et XVIe siècles, les parties romanes sont démolies, à l'exception de la tour avec la partie supérieure de style transition roman-gothique, et l'église est reconstruite en style gothique,. La tour de la croisée du transept est restaurée peu après, en 1608,.
Des modifications sont effectuées vers 1891 sous la direction de l'architecte d'Alost J. Goethals,.
Une sacristie néo-gothique est ajoutée durant le quatrième quart du XIXe siècle à l'église qui conserve par ailleurs encore une sacristie du XVIe siècle,.
En 1968-1969, l'architecte R. van Driessche procède à une restauration de l'église,.

## Classement
L'église et le mur qui ceint son cimetière sont classés comme monument historique depuis le 10 mai 1973 sous la référence 8329 et figurent à l'Inventaire du patrimoine immobilier de la Région flamande sous la référence 426.

## Architecture

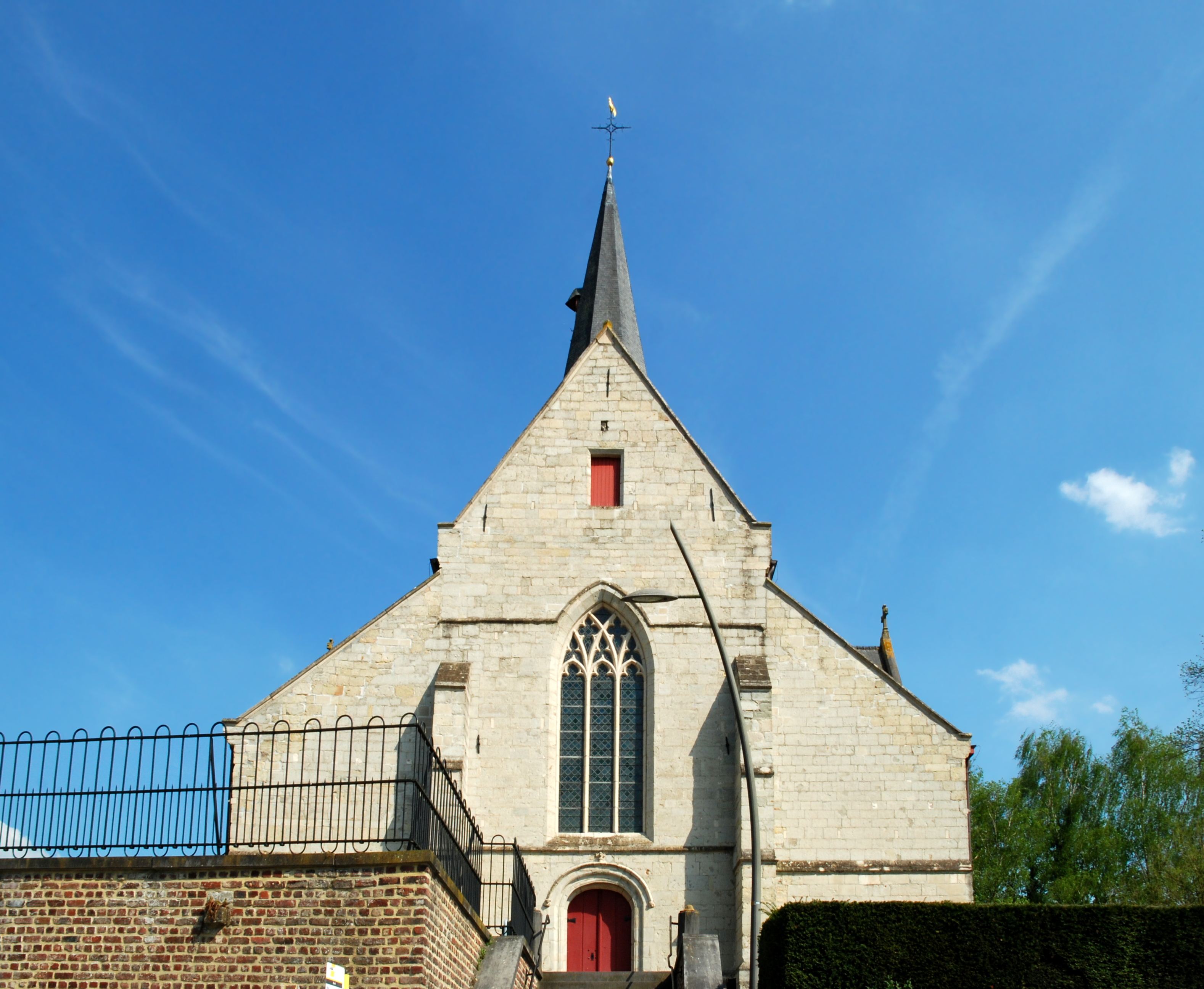
La façade occidentale.
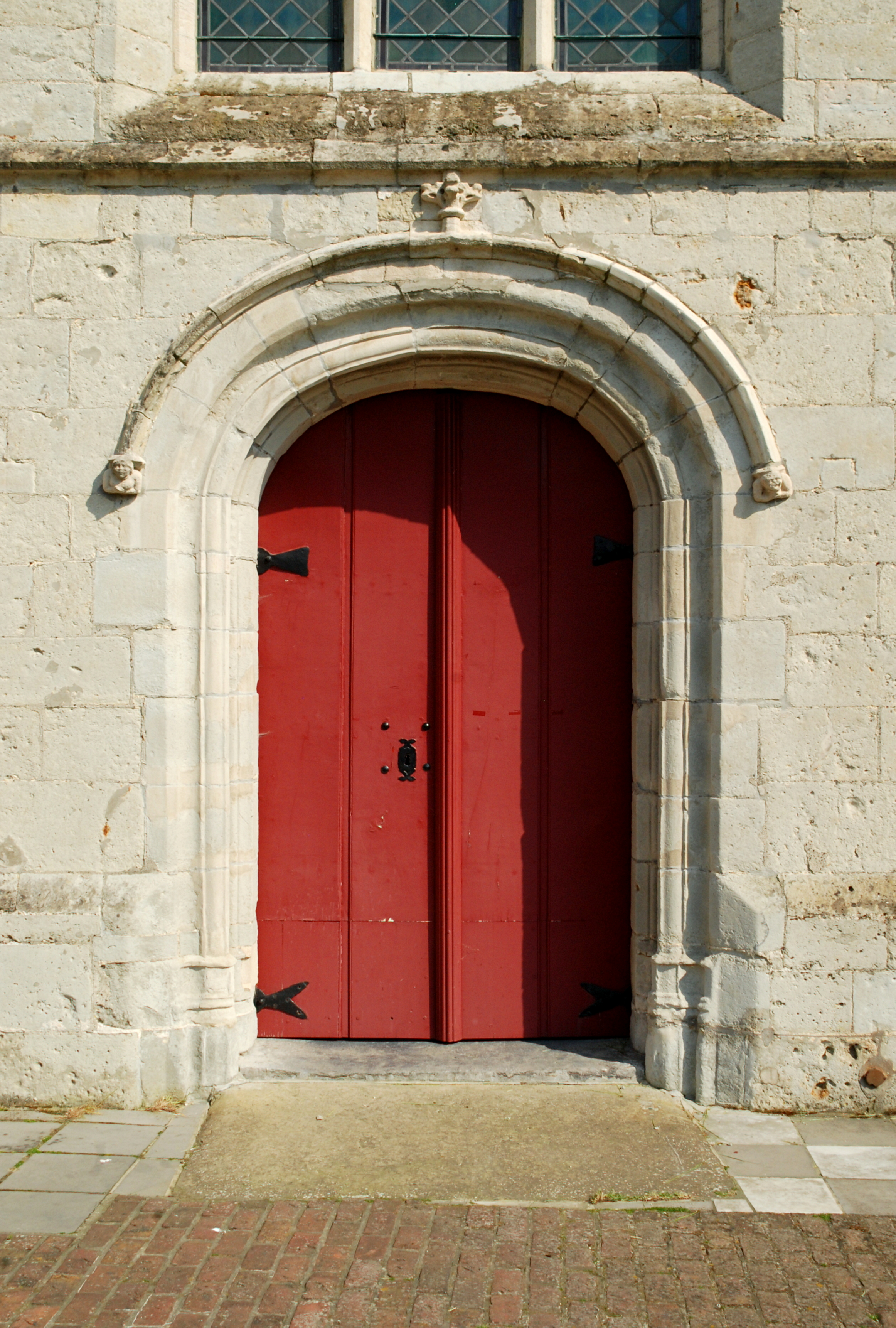
La porte.
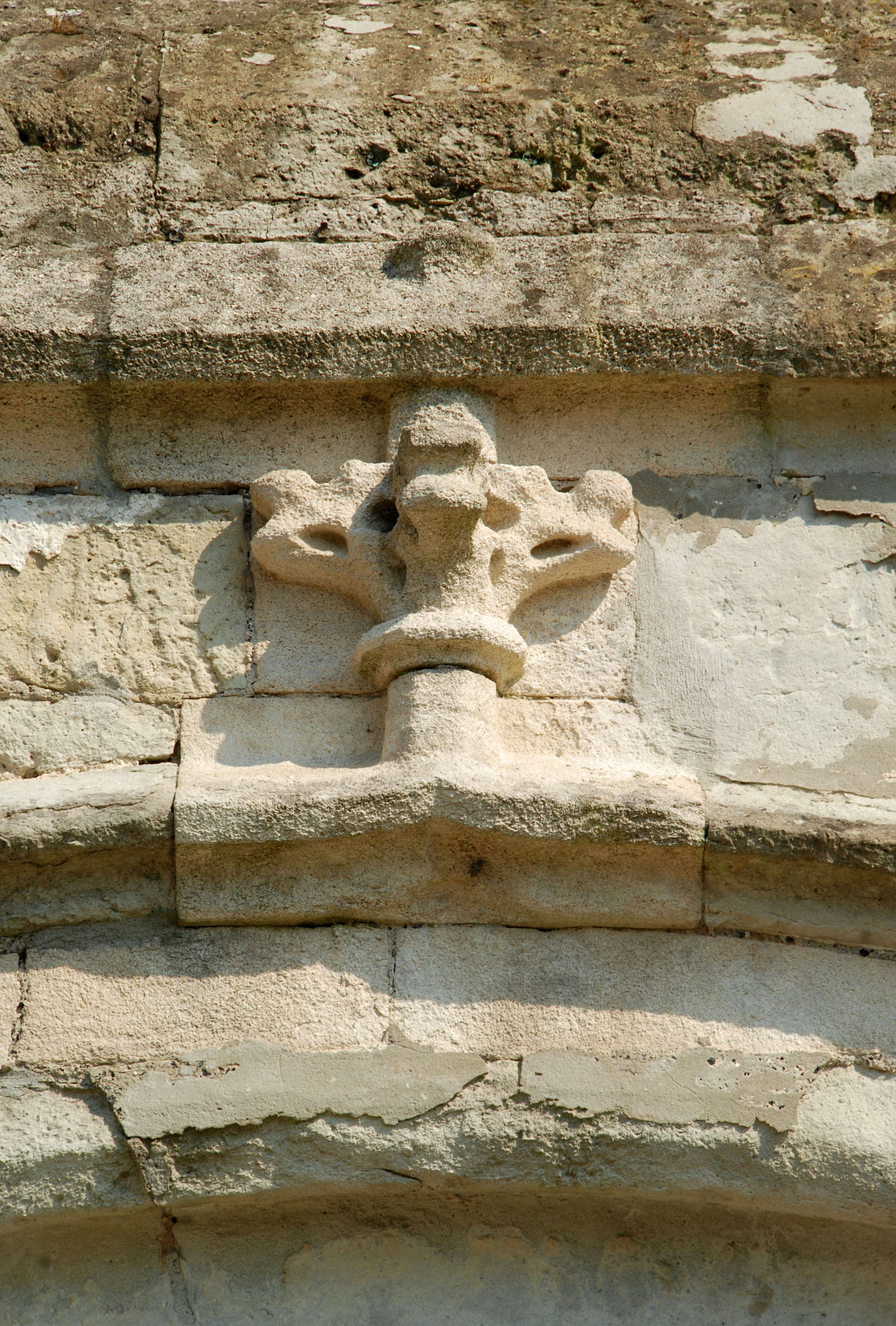
Le fleuron de la porte.
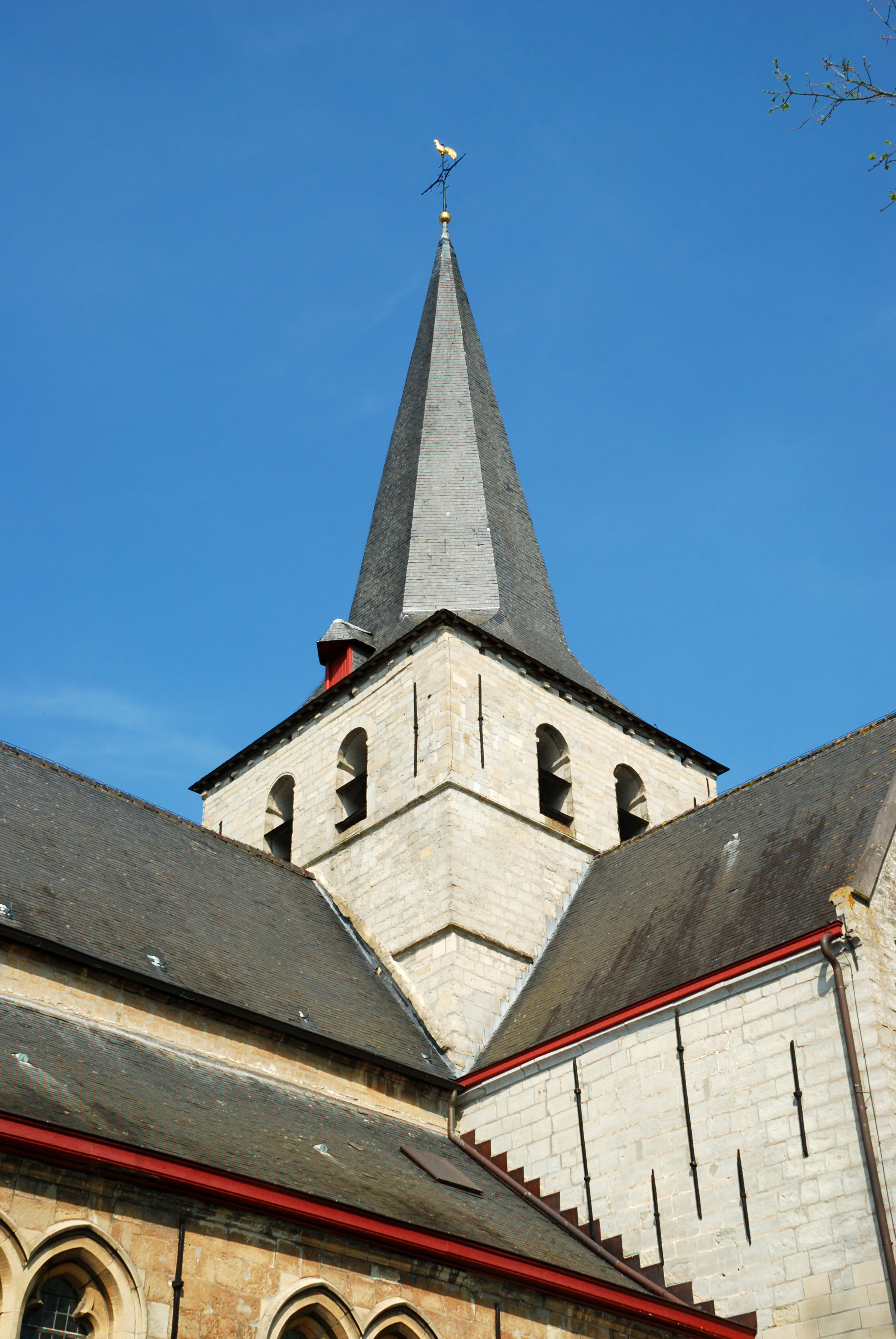
La tour de la croisée.
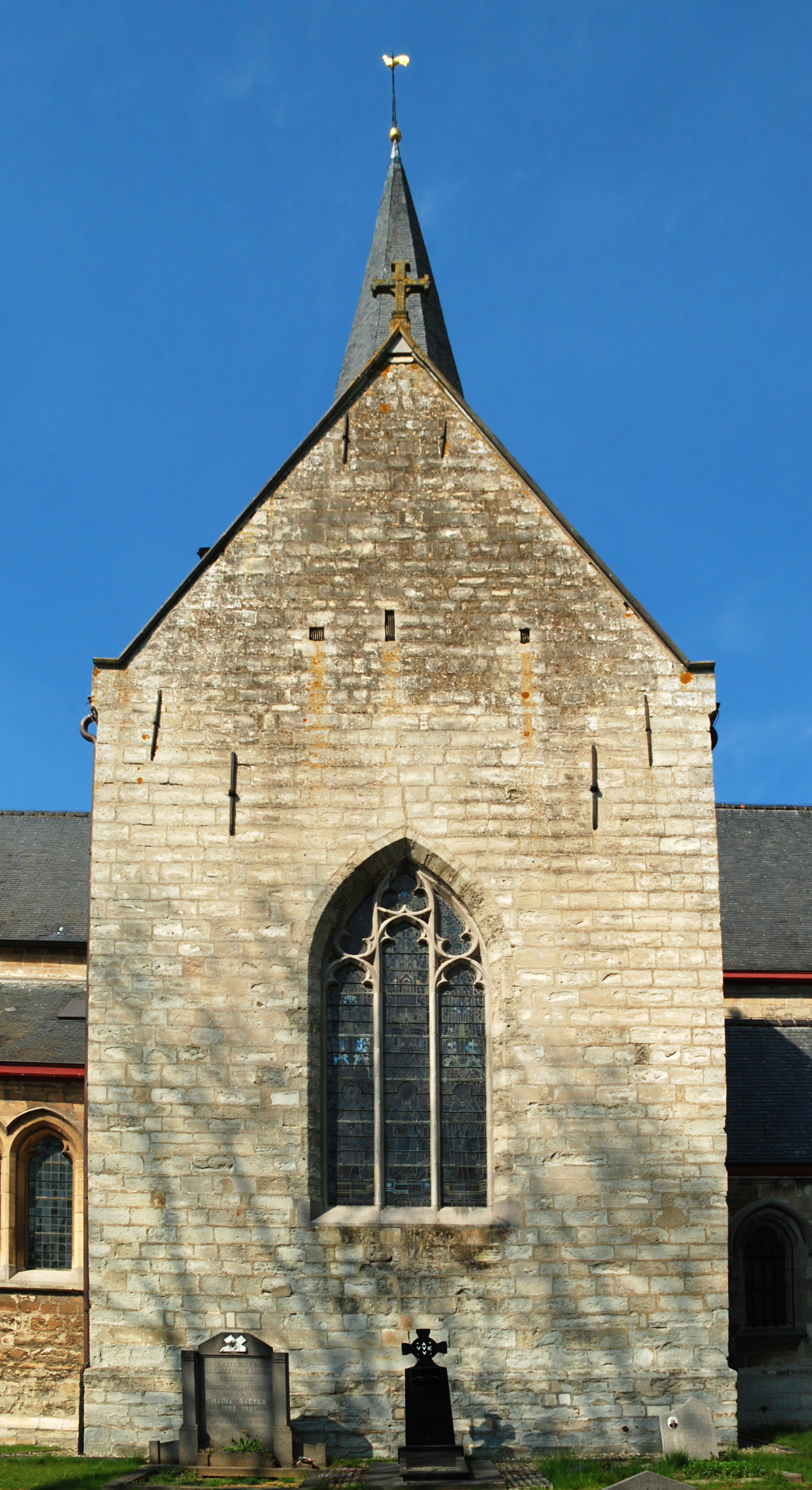
Le transept.
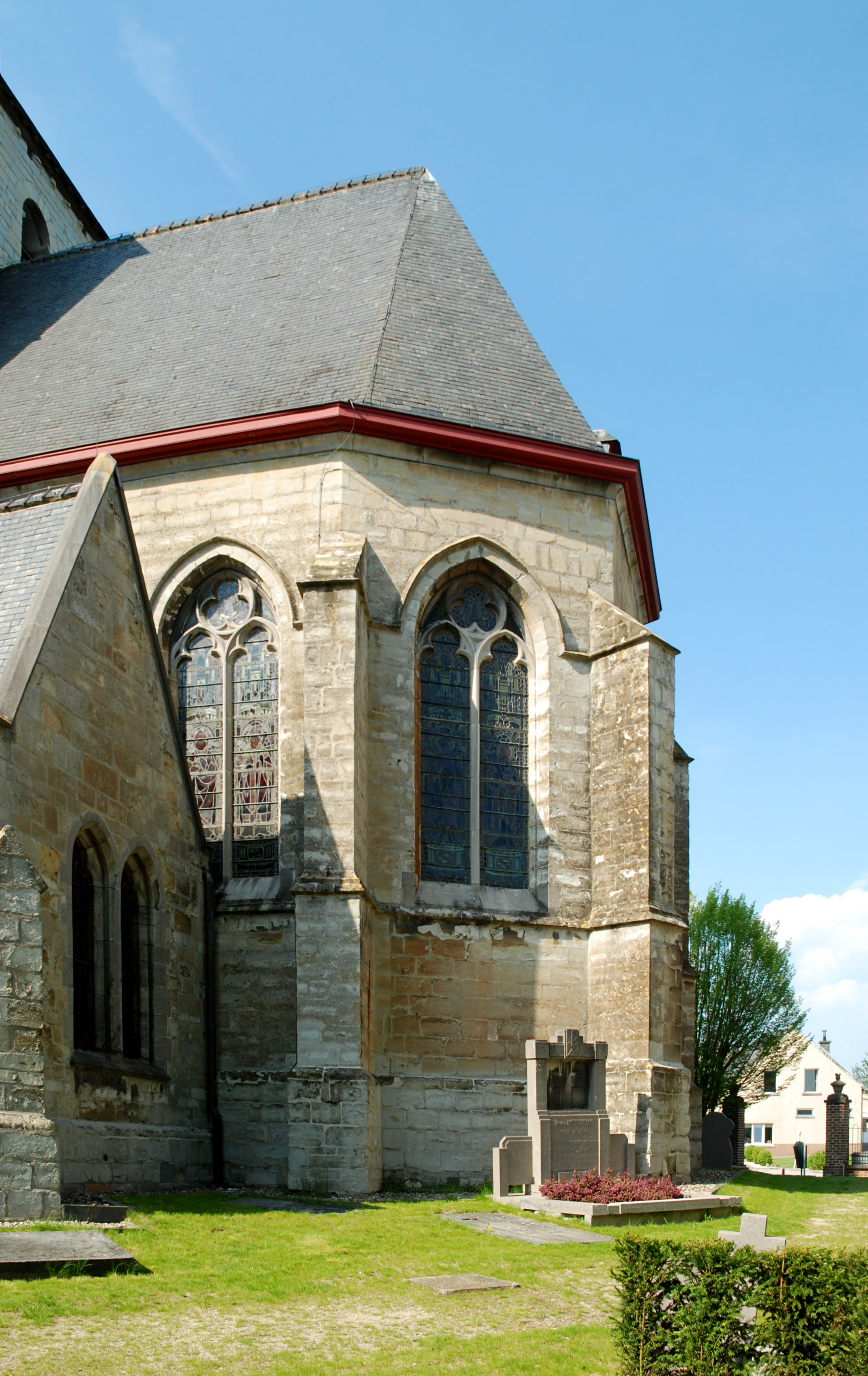
Le chevet.